# Segunda División Peruana 1965
La Segunda División Peruana 1965, la 23ª edición del torneo, fue jugada por diez equipos. 
El ganador del torneo, Mariscal Sucre, logró el ascenso al Campeonato Descentralizado 1966 mientras que Atlético Chalaco perdió la categoría al haber ocupado el último lugar.

## Ascensos y descensos
| Posición | Ascendido a Primera División 1965 |
| -------- | --------------------------------- |
| 1º       | Defensor Arica                    |

| Posición | Descendido de Primera División 1964 |
| -------- | ----------------------------------- |
| 10º      | KDT Nacional                        |

| Posición | Ascendido de Liguilla de Ascenso 1964 |
| -------- | ------------------------------------- |
| 1º       | Atlético Sicaya                       |

| Posición | Descendido a Liga del Callao 1965 |
| -------- | --------------------------------- |
| 10º      | Unidad Vecinal Nº 3               |

## Equipos participantes
| Club                        | Ciudad     | Entrenador       |
| --------------------------- | ---------- | ---------------- |
| Atlético Chalaco            | Callao     | Emiliano Coronel |
| Atlético Deportivo Olímpico | Callao     | Segundo Castillo |
| Atlético Lusitania          | Lima       |                  |
| Atlético Sicaya             | Callao     |                  |
| Íntimos de la Legua         | Callao     |                  |
| Juventud Gloria             | Lima       | Luis Navarrete   |
| KDT Nacional                | Callao     |                  |
| Mariscal Sucre              | Lima       | Roberto Reynoso  |
| Porvenir Miraflores         | Miraflores | Pedro Valdivieso |
| Unión América               | Lima       |                  |

## Tabla de posiciones
| #  | Club                        | PJ | PG | PE | PP | PTS |
| -- | --------------------------- | -- | -- | -- | -- | --- |
| 1  | Mariscal Sucre              | 18 | 14 | 3  | 1  | 31  |
| 2  | Íntimos de la Legua         | 18 | 8  | 4  | 6  | 20  |
| 3  | Juventud Gloria             | 18 | 7  | 4  | 7  | 18  |
| 4  | Porvenir Miraflores         | 18 | 7  | 3  | 8  | 17  |
| 5  | Atlético Lusitania          | 18 | 8  | 1  | 9  | 17  |
| 6  | Atlético Sicaya             | 18 | 7  | 3  | 8  | 17  |
| 7  | Unión América               | 18 | 7  | 2  | 9  | 16  |
| 8  | Atlético Deportivo Olímpico | 18 | 4  | 7  | 7  | 15  |
| 9  | KDT Nacional                | 18 | 5  | 5  | 8  | 15  |
| 10 | Atlético Chalaco            | 18 | 5  | 4  | 9  | 14  |

|  | Campeón y ascendido al Campeonato Descentralizado 1966 |
|  | Descendido a la Liga del Callao 1966                   |
| Predecesor: 1964 | Segunda División del Perú 1965 | Sucesor: 1966 |

- Datos: Q95749680